# Mayo (circonscription britannique)
Pour les articles homonymes, voir Mayo.
Mayo est une circonscription électorale du Royaume-Uni de Grande-Bretagne et d'Irlande, de 1801 à 1885.